# 王珩 (嘉靖進士)
王珩（？年—？年），直隸河間府交河縣（今屬河北省泊頭市）人，明朝政治人物。

## 生平
嘉靖十年（1531年）辛卯科順天鄉試舉人，嘉靖十一年（1532年）聯捷壬辰科進士。官至河南道監察御史。

## 相关
- 明甲辰科场案